# Vulcão Copahue
O vulcão Copahue é um vulcão ativo do tipo estratovulcão localizado entre a região chilena de Biobío e a província argentina de Neuquén, conta com 2.997 m de altitude.